# Actea velutinum
Actea velutinum är en fjärilsart som beskrevs av Butler 1878. Actea velutinum ingår i släktet Actea och familjen tandspinnare. Inga underarter finns listade i Catalogue of Life.